# For the Sake of the Little Ones at Home
For the Sake of the Little Ones at Home è un cortometraggio muto del 1911 diretto da Frank Wilson.

## Trama
Un ladro cerca di emulare un trucco di un collega, ma viene arrestato.

## Produzione
Il film fu prodotto dalla Hepworth.

## Distribuzione
Distribuito dalla Hepworth, il film - un cortometraggio di 160,02 metri - uscì nelle sale cinematografiche britanniche nel gennaio 1911.
Si conoscono pochi dati del film che, prodotto dalla Hepworth, fu distrutto nel 1924 dallo stesso produttore, Cecil M. Hepworth. Fallito, in gravissime difficoltà finanziarie, il produttore pensò in questo modo di poter almeno recuperare il nitrato d'argento della pellicola.